# Jan Miel

Jan Miel.

Jan Miel (även Meel eller Miele, av italienarna kallad Giovanni delle Vite), född 1599 i närheten av Antwerpen, död 1664 i Turin, var en flamländsk målare.
Miel utbildade sig i Antwerpen och i Rom under Andrea Sacchi. Han målade förnämligast landskap med figurer, herdeliv, bonddanser (så kallade "bambocciate" i Pieter van Laers stil), men utförde också både alfresko och i olja stora målningar för kyrkor i Rom. 1648 blev han ledamot av Accademia di San Luca i Rom, och strax därefter kallades han av Karl Emanuel II av Savojen till Turin som hans förste målare. Arbeten af Miel finns i Louvren och Turin med flera samlingar. Nationalmuseum äger flera tavlor av honom.